# Оттерталь
Оттерталь (нем. Otterthal) — коммуна (нем. Gemeinde) в Австрии, в федеральной земле Нижняя Австрия. 
Входит в состав округа Нойнкирхен.  Население составляет 573 человека (на 31 декабря 2005 года). Занимает площадь 6,16 км². Официальный код  —  3 18 20.

## Политическая ситуация
Бургомистр коммуны — Карл Майерхофер (АНП) по результатам выборов 2005 года.
Совет представителей коммуны (нем. Gemeinderat) состоит из 15 мест.
- СДПА занимает 6 мест.
- АНП занимает 6 мест.
- Партия UBL занимает 3 места.